# ملكان (قرية)
ملكان هي قرية في قضاء خليفان في محافظة أربيل شمال العراق.